# Stag PDX
El Stag PDX, o solo Stag, es un club gay y de estriptis ubicado en Portland (Oregón). Abrió sus puertas en 2015.

## Descripción
El bar, en el distrito Pearl del noroeste de Portland, ha sido descrito como "más club de caballeros que club nocturno" y "salón del noroeste que aúna biblioteca y vestuario ejecutivo". Willamette Week dijo que el club original, diseñado por Christopher David, tenía "el aspecto de los salones privados donde los abuelos de hoy celebraban despedidas de soltero, con sofás de cuero marrón, salones victorianos empapelados, bombillas Edison colgando de cuerdas náuticas y paredes oscuras de color aguamarina cubiertas de raquetas de nieve, remos antiguos y marcos kitsch, además de un ciervo blanco taxidérmico detrás de la barra". Los vendedores que diseñaron el interior eran "parte de la comunidad", según el propietario original, Jerrick Hope-Lang: "Querían un ambiente muy masculino, como el del noroeste del Pacífico: un club de caballeros, una cabaña de caza, chicos guapos bailando en tanga".
Stag es el segundo club de estriptis gay totalmente desnudo en la costa oeste de los Estados Unidos, después de Silverado, que también se encuentra en el centro de Portland. A diferencia de Silverado, que tiene una política contra las despedidas de soltera desde 2012, Stag da la bienvenida a clientes heterosexuales y despedidas de soltera sin accesorios "llamativos", para evitar distraer a bailarines e invitados. Stag ha acogido actuaciones drag, incluyendo brunches semanales organizados por drag llamados "Testify".
En su "visión general de la vida nocturna LGBTQ+ de Portland para el recién llegado" de 2019, Andrew Jankowski, del Portland Mercury, escribió: "Podría deberse al cambio de gestión, pero últimamente Stag ha estado celebrando cuerpos que se alejan de la clásica imagen de Magic Mike. Las drag queen MCs organizan diferentes noches temáticas de música -como trap, latina y pop-, así como una noche semanal de aficionados y un brunch drag. Dos noches al mes, su escenario presenta exclusivamente bailarines trans de todas las expresiones".

## Historia
Hope-Lang y su socio abrieron el club el 1 de mayo de 2015, en un edificio terminado en 1912. Él dijo de los orígenes del club: "Me encanta la idea de otros clubes de hombres homosexuales, pero no me gustaba el ambiente. Quería crear un espacio donde me gustara pasar el rato, un verdadero club de caballeros. Hablé con un par de bailarines de otro establecimiento y la idea surgió de forma muy orgánica".
En 2017, la drag queen Kim Chi organizó la segunda fiesta anual en la playa, de tres días de duración, como parte de las celebraciones del orgullo del club.

## Recepción
En su crítica para Willamette Week, Lizzy Acker elogió los cócteles y dijo: "todo en Stag es una sorpresa feliz". Además, escribió sobre su experiencia, "mientras que los clientes son 90 por ciento hombres, ni uno solo me miró de reojo, una mujer, mientras estaba sentada sola en el bar. Cuando me fui, alguien me había invitado a una copa sin compromiso y tenía al menos dos nuevos mejores amigos". En definitiva, puede que Stag sea mi nuevo lugar favorito de Portland".
En 2015, Eddie Parsons, colaborador de The Huffington Post, escribió un artículo titulado "Portland in the Gay '90s vs PDX NOW". Dijo de su experiencia, en parte, "Me dejé caer en Stag y encontré las viejas strippers de Portland han sido sustituidas por acróbatas como del Cirque du Soleil, pero el ambiente es bueno. El bar se llenó rápidamente de gente de todo el mundo sin actitudes...".
Uno de los camareros del Stag quedó finalista en la categoría de "Mejor camarero" de la encuesta "Best of Portland Readers' Poll 2020" de Willamette Week.